# Перси Вилијамс Бриџман
Перси Вилијамс Бриџман (енгл. Percy Williams Bridgman, 21. април 1882. – 20. август 1961) био је амерички физичар који је 1946. године добио Нобелову награду за физику "за откриће апарата који производи екстремно високе притиске и за открића на пољу физике високих притисака". Такође је опширно писао о научним методама и другим аспектима филозофије науке. По њему су Бриџманов ефекат и Бриџман-Стокбаргерова техника добили име.
Бриџман је извршио самоубиство након што је неко време боловао од метастатског карцинома.